# Roodt-sur-Syre
Roodt-sur-Syre (lb. Rued-Sir, niem. Roodt-Syr) – wieś (Uertschaft) we wschodnim Luksemburgu, w kantonie Grevenmacher, w gminie Betzdorf. Do 3 października 2015 miejscowość leżała w dystrykcie Grevenmacher. Liczy 2017 mieszkańców (1 stycznia 2023). Leży nad rzeką Syre.